# María Pérez García
Maria Pérez García (Orce, Província de Granada, 29 d'abril de 1996) és una marxadora espanyola, actual campiona d'Europa dels 20 quilòmetres marxa.
Començà a practicar la marxa atlètica a l'escola, amb 11 anys, sota la direcció de Jacinto Garzón, que ha estat el seu entrenador des d'aleshores.
El 2012 es proclama per primera vegada campiona d'Espanya, en categoria sub-18, i participa, també per primera vegada, en una competició internacional: la Copa d'Europa de marxa sub-20, acabant en el lloc 29è de la prova de 10000 metres.
El 2015 aconsegueix la seva primera medalla internacional en acabar tercera en la prova dels 10.000 metres corresponent a la Copa d'Europa de Marxa sub-20. En 2017 va pujar un esglaó més en el podi, al proclamar-se subcampiona d'Europa sub-23 en els 20 km. Aquest mateix any participa en els Campionats del Món absoluts, celebrats a Londres, on aconsegueix la 10a posició en la seva prova favorita, els 20 km marxa.
L'11 d'agost de 2018, amb vint-i-dos anys, guanya la seva primera gran campionat internacional, proclamant-se campiona d'Europa a Berlín i batent, a més, el rècord d'Espanya dels 20 km marxa amb una marca d'1:26:36.
Va començar la temporada 2021 amb or en el seu debut en la categoria de 35 km marxa, que substitueix l'anterior categoria de 50 km marxa. Pérez García va obtenir el seu primer podi de la temporada amb un temps de 2:44:17, millorant el fins llavors rècord d'Espanya de Ainhoa Pinedo González en 2: 53.43, que també van superar les atletes Raquel González i Campos (plata) i Laura García-Caro (bronze). Aquesta marca li serveix a Maria per participar en el proper Campionat d'el Món de Marcha.